# José Alberto Cañas
José Alberto Cañas Ruiz-Herrera (* 27. Mai 1987 in Jerez de la Frontera) ist ein spanischer Fußballspieler. Seit 2021 steht er bei Ionikos Nikea unter Vertrag.

## Karriere
Cañas begann seine Karriere bei Betis Sevilla. Sein Debüt für die Erstligamannschaft gab er am 34. Spieltag 2008/09 gegen Atlético Madrid. Am Ende der Saison stieg Betis ab. 2011 konnte er den Wiederaufstieg feiern. 2013 wechselte er nach Wales zum Europaligisten Swansea City. Nach einem Jahr kehrte er jedoch nach Spanien zu Espanyol Barcelona zurück.
Im Sommer 2016 wechselte er nach Griechenland zu PAOK Thessaloniki. Dort verbrachte er drei Jahre, bevor er sich dem serbischen FK Roter Stern Belgrad anschloss. Im August 2020 verließ er den Verein und war fortan zunächst vereinslos. Im März 2021 nahm Atlético Baleares den Spieler unter Vertrag. Nach fünf Monaten beendete er die Zusammenarbeit mit dem spanischen Drittligisten und wechselte zu Ionikos Nikea.

## Erfolge
- Griechischer Pokalsieger: 2017, 2018, 2019
- Griechischer Meister: 2019